# François d’Usson de Bonrepaus
François d’Usson de Bonrepaus (ur. ok. 1654, zm. 2 sierpnia 1719) – francuski dyplomata, urzędnik i polityk.
Od urodzenia był hrabią de Foix. W ministerstwie protegował go Charles Colbert de Croissy. Dzięki temu mógł zostać ambasadorem Francji w Danii  (1692–1697), a potem w Holandii (1697–1699). Od 1715 roku był doradcą w ministerstwie marynarki.
Jean Louis d’Usson de Bonnac (1672–1738) również dyplomata był jego bratem przyrodnim.